# Dave Mustaine

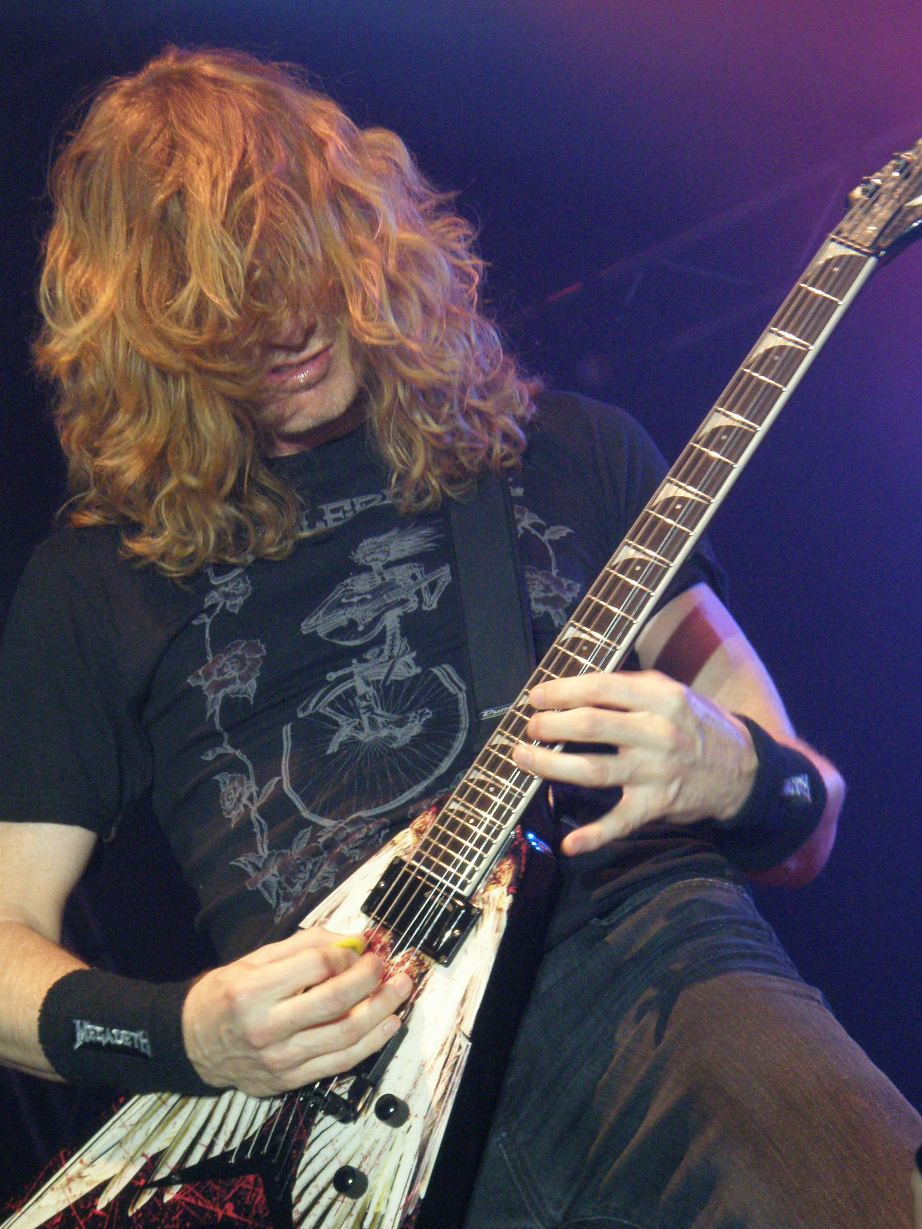
Dave Mustaine (2008)

David Scott Mustaine (ur. 13 września 1961 w La Mesa) – amerykański muzyk thrashmetalowy, multiinstrumentalista.

## Życiorys
Był gitarzystą zespołu Metallica, a następnie został liderem, wokalistą i gitarzystą thrash metalowej grupy Megadeth, którą założył w połowie lat osiemdziesiątych. Jest organizatorem festiwalu Gigantour. Charakterystyczną cechą stylu jego kompozycji jest tworzenie bardzo rytmicznych i szybkich riffów gitarowych, nazywanych często (ang.) spitfire riffs. W swoim rozwoju muzycznym przeszedł pewną ewolucję: w początkowym okresie komponował utwory bardzo finezyjne, z często zmieniającymi się motywami melodycznymi, bardzo rozbudowanymi partiami solowymi gitary i długimi fragmentami instrumentalnymi, później zwrócił się w kierunku utworów o klasycznej, sekwencyjnej, bardziej przystępnej dla przeciętnego słuchacza budowie.
W 2004 roku muzyk wraz z Martym Friedmanem został sklasyfikowany na 19. miejscu listy 100 najlepszych gitarzystów heavymetalowych wszech czasów według magazynu Guitar World. W 2006 roku piosenkarz został sklasyfikowany na 89. miejscu listy 100 najlepszych wokalistów wszech czasów według Hit Parader. Ponadto w książce Joela McIvera pt. „The 100 Greatest Metal Guitarists” uznano go za najlepszego metalowego gitarzystę na świecie.
W 1991 roku ożenił się z Pamelą Anne Casselberry wraz z którą ma dwoje dzieci, syna Justisa Davida i córkę Elektrę Nicole, która jest piosenkarką country. W lutym 1993 roku Dave próbował popełnić samobójstwo, przedawkowując valium. Trafił do szpitala. Od 2015 roku wraz z rodziną mieszka w Nashville, gdzie przeprowadził się na rzecz działalności artystycznej córki. Poza działalnością artystyczną muzyk prowadzi winnicę pod nazwą Mustaine Vineyards w Fallbrook w Kalifornii. Wziął udział w Experience Hendrix Tribute Tour, tournée poświęconemu Jimiemu Hendrixowi. 17 czerwca 2019 artysta poinformował o wykryciu u niego nowotworu krtani i o poddaniu się leczeniu. 31 stycznia 2020 roku podczas koncertu Megadeth ogłosił, że jest już wolny od raka. Został wychowany jako Świadek Jehowy. Obecnie jest narodzonym na nowo chrześcijaninem. Mustaine jako nastolatek praktykował czarną magię, co zainspirowało kilka piosenek na drugim albumie Megadeth, Peace Sells... But Who’s Buying? Mustaine stwierdził, że nie chce już odtwarzać tych utworów z powodu zmienionych przekonań duchowych. W wywiadzie Mustaine powiedział: „Kiedy byłem dzieckiem, uprawiałem czarną magię i rzuciłem klątwę na kolesia, przez co jego noga uległa uszkodzeniu. Po drugie, rzuciłem klątwę seksualną na jedną dziewczynę a następnej nocy spała w moim łóżku, więc myślę, że to zadziałało”.
Mustaine jest posiadaczem czarnych pasów w taekwondo oraz odmiany karate Ukidokan. W roku 2007 został ambasadorem taekwondo. Dave Mustaine trenuje również Brazylijskie Jiu-Jitsu i na styczeń 2021 jest posiadaczem purpurowego pasa.

## Instrumentarium
| - Dean Dave Mustaine Signature VMNT1 - Seymour Duncan 'LiveWire Dave Mustaine Active Humbucker’ pickups - ESP Signature Dave Mustaine DV8 guitar - ESP Signature Dave Mustaine Axxion guitar - Dean VMNT Angel of Deth and Gears of War guitars - Rocktron Prophesy Guitar System - Line 6 Dave Mustaine Signature amp beta models - Line 6 4x12's with Celestion Vintage 30 speakers - Marshall 1960 Vintage 4x12 cabinets loaded with 25-watt Celestion speakers - Gibson Dave Mustaine Flying V EXP Antique Natural - Gibson Dave Mustaine Flying V EXP Silver Metallic - Gibson Dave Mustaine Flying V EXP Limited Edition Ebony VOS - Dave Mustaine Flying V EXP Limited Edition Red Amber Burst - Epiphone Dave Mustaine Flying V Custom Black Metallic - Epiphone Dave Mustaine Flying V Prophecy Aged Dark Red Burst |  | - Guitar Cab mics: Electro Voice RE 20 and N/D 478 with Demeter Isolation Boxes - Shure SM57 oraz Sennheiser 421 - Rocktron All Access Controller - Furman PL Plus Power Conditioner - Monster Cable - Shure PSM 700 In-Ear Monitor - Marshall Power Brake - Dunlop Tortex medium guitar picks - GHS strings – Dave Mustaine signature Progressives |

## Publikacje
- Mustaine: A Heavy Metal Memoir, It Books, 2010, ISBN 978-0-06-171437-5[19]

## Filmografia
| Tytuł                                                          | Rok  | Uwagi                                                       | Źródło |
| -------------------------------------------------------------- | ---- | ----------------------------------------------------------- | ------ |
| „The Decline of Western Civilization Part II: The Metal Years” | 1988 | film dokumentalny, reżyseria: Penelope Spheeris             | [ 20 ] |
| „Some Kind of Monster”                                         | 2004 | film dokumentalny, reżyseria: Joe Berlinger, Bruce Sinofsky | [ 21 ] |
| „Get Thrashed”                                                 | 2006 | film dokumentalny, reżyseria: Rick Ernst                    | [ 22 ] |
| „Slash: Raised on the Sunset Strip”                            | 2014 | film dokumentalny, reżyseria: Martyn Atkins                 | [ 23 ] |

## Nagrody i wyróżnienia
| Rok  | Kategoria                      | Tytułem                              | Nagroda                            | Nota      | Źródło |
| ---- | ------------------------------ | ------------------------------------ | ---------------------------------- | --------- | ------ |
| 2007 | Riff Lord                      | Dave Mustaine                        | Metal Hammer Golden Gods Awards    | Nominacja | [ 24 ] |
| 2008 | Riff Lord                      | Dave Mustaine                        | Metal Hammer Golden Gods Awards    | Laur      | [ 25 ] |
| 2009 | The Golden God Award           | Dave Mustaine                        | Revolver Golden Gods Awards        | Laur      | [ 26 ] |
| 2010 | Riff Lord                      | Dave Mustaine                        | Metal Hammer Golden Gods Awards    | Nominacja | [ 27 ] |
| 2010 | Best Guitarist                 | Dave Mustaine                        | Revolver Golden Gods Awards        | Nominacja | [ 28 ] |
| 2012 | Best Guitarist                 | Dave Mustaine (oraz Chris Broderick) | Revolver Golden Gods Awards        | Nominacja | [ 29 ] |
| 2015 | Golden God                     | Dave Mustaine                        | Metal Hammer Golden Gods Awards    | Laur      | [ 30 ] |
| 2016 | Lifetime Achievement           | Dave Mustaine                        | The Epiphone Revolver Music Awards | Laur      | [ 31 ] |
| 2016 | Dimebag Darrell Best Guitarist | Dave Mustaine (oraz Kiko Loureiro)   | The Epiphone Revolver Music Awards | Laur      | [ 31 ] |